# Överkursfond
En överkursfond är en balansräkningspost under fritt eget kapital (från och med 2006-01-01[källa behövs]). Posten uppkommer då en nyemission tecknas till överkurs. Vid nyemissionen fastställs ett pris på de nya aktierna som kan vara högre än kvotvärdet på befintliga aktier. Den del av priset vid nyemissionen som överstiger det nominella värdet tillförs överkursfonden. Den resterande delen, som alltså motsvarar det nominella värdet, tillförs posten aktiekapital, som utgör bundet eget kapital.